# عبدالله الجوعی
عبدالله الجوعی (عربی: عبدالله الجوعي؛ زادهٔ ۲ مارس ۱۹۹۵) یک ورزشکار است.